# San Francisco Pueblo Nuevo
San Francisco Pueblo Nuevo är en ort i Mexiko.   Den ligger i kommunen Concepción Pápalo och delstaten Oaxaca, i den sydöstra delen av landet, 300 km sydost om huvudstaden Mexico City. San Francisco Pueblo Nuevo ligger 1 791 meter över havet och antalet invånare är 308.
Terrängen runt San Francisco Pueblo Nuevo är bergig åt sydväst, men åt nordost är den kuperad. Terrängen runt San Francisco Pueblo Nuevo sluttar västerut. Runt San Francisco Pueblo Nuevo är det ganska glesbefolkat, med 22 invånare per kvadratkilometer. Närmaste större samhälle är San Juan Bautista Cuicatlán, 12,1 km sydväst om San Francisco Pueblo Nuevo. I omgivningarna runt San Francisco Pueblo Nuevo växer huvudsakligen savannskog.